# سیارک ۸۹۵۲
سیارک ۸۹۵۲ (به انگلیسی: 8952 ODAS، نامگذاری:1998EG2) هشت هزار و نهصد و پنجاه و دومین سیارک کشف شده‌است که در ۲ مارس ۱۹۹۸ کشف شد.
قدر مطلق سیارک برابر ۱۴٫۲۰ است.